# The Sacred Bracelet
The Sacred Bracelet è un cortometraggio muto del 1915 scritto e diretto da Wilbert Melville.

## Produzione
Il film fu prodotto dalla Lubin Manufacturing Company.

## Distribuzione
Distribuito dalla General Film Company, il film - un cortometraggio in una bobina - uscì nelle sale USA il 1º novembre 1915.